# Hematokrit

Objem červených krvinek (označených PCV) v poměru k celkovému objemu krve.

Hematokrit je poměr mezi objemem červených krvinek a plné krve. Jedná se tedy o procentuální vyjádření objemu erytrocytů v jednotce krve. Závisí na počtu a velikosti červených krvinek. Patří do základního vyšetření krevního obrazu. Normální hodnoty objemu červených krvinek jsou 44% (+-5%) u mužů a 39% (+-4%) u žen.
Např. hodnota hematokritu 40 % znamená 40 mililitrů červených krvinek ve 100 mililitrech krve. Hematokrit stoupá v případech, kdy stoupá množství červených krvinek, nebo když klesá množství plazmy (při dehydrataci). Pokles hemoglobinu signalizuje anémii, stav kdy tělo produkuje menší množství červených krvinek, nebo dochází k jejich zvýšené destrukci, nebo při ztrátě červených krvinek krvácením. 

## Metodika měření

Hematokrit se zjišťuje z nesrážlivé krve odebrané do zkumavky s přídavkem antikoagulantu. Krev se odstřeďuje v kapiláře po dobu pěti minut při 10000 otáčkách za minutu. Při odstřeďování nesrážlivé krve dochází k usazování červených krvinek, leukocytů a krevních destiček (podle hustoty). Nad nimi zůstane vrstva plazmy. Protože červených krvinek je nejvíce (krevních destiček a leukocytů je zanedbatelné množství), hodnota hematokritu závisí na poměru červených krvinek a krevní plazmy.
Hematokrit je také možné stanovit průtokovou cytometrií, využívanou při zjišťování krevního obrazu a dalších imunologických vyšetřeních. Při této metodě jsou zjišťovány počty a objem krevních buněk v jednotce objemu krve, nezapočítává se tak zbytková plazma mezi odstředěnými erytrocyty jako při centrifugaci.

## Snížený hematokrit
Například při hemodiluci - zředění krve např. při anémii (chudokrevnosti), infúzích se hematokrit snižuje.

## Zvýšený hematokrit
Naopak při hemokoncentraci - dehydrataci, polyglobulii (zmnožení červených krvinek) se zvýší. Vyšší hematokrit mají novorozenci.

## Fyziologické hodnoty hematokritu
- muži: 44±5 % (0,44±0,05)
- ženy: 39±4 % (0,39±0,04)

Hodnota hematokritu klesá např. při poklesu počtu erytrocytů, zmenšení jejich objemu nebo při vzestupu objemu plazmy